# Schronisko Przechodnie
Schronisko Przechodnie – schron jaskiniowy obok skały Dzwon w Dolinie Kobylańskiej na Wyżynie Olkuskiej będącej częścią Wyżyny Krakowsko-Częstochowskiej. Znajduje się w granicach wsi Kobylany w województwie małopolskim, w powiecie krakowskim, w gminie Zabierzów.

## Opis obiektu
Znajduje się w skale tuż po północnej stronie skały Dzwon, 40 m powyżej dna doliny. Schronisko jest przelotowe – ma dwa główne otwory (jeden górny, drugi dolny), oraz przestronną i wysoką komorę z niewielkimi bocznymi odgałęzieniami. Obydwa otwory są obszerne, dno komory jest lekko nachylone w kierunku dna doliny.
Schronisko powstało w późnojurajskich wapieniach i jest pochodzenia krasowego. Jest suche i w całości oświetlone rozproszonym światłem słonecznym. Przy otworach rozwijają się glony, mchy i porosty. Spąg przykryty wapiennym rumoszem, ziemią i liśćmi. Na ścianach nacieki w postaci mleka wapiennego i grzybków naciekowych.

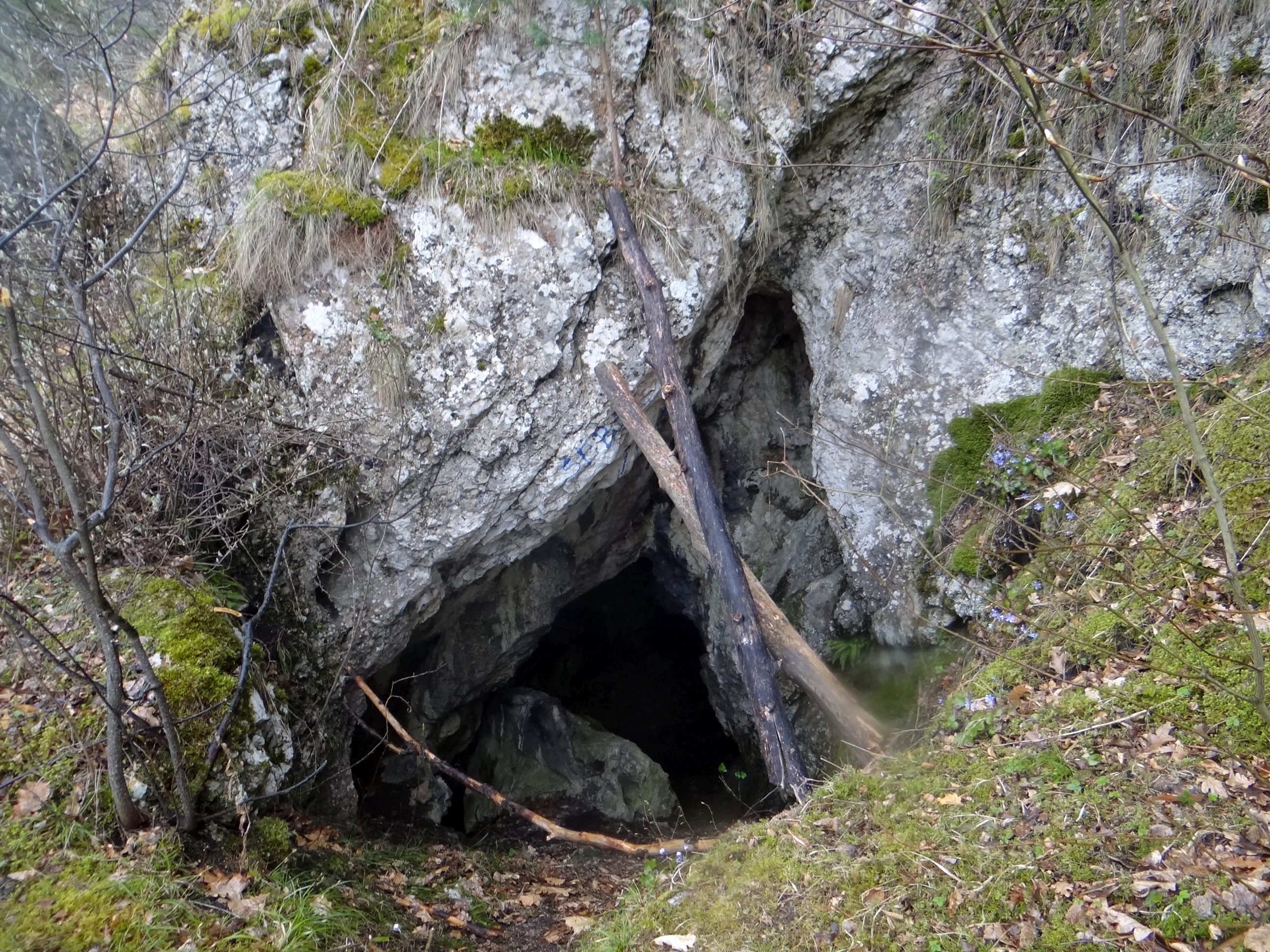
Otwór górny
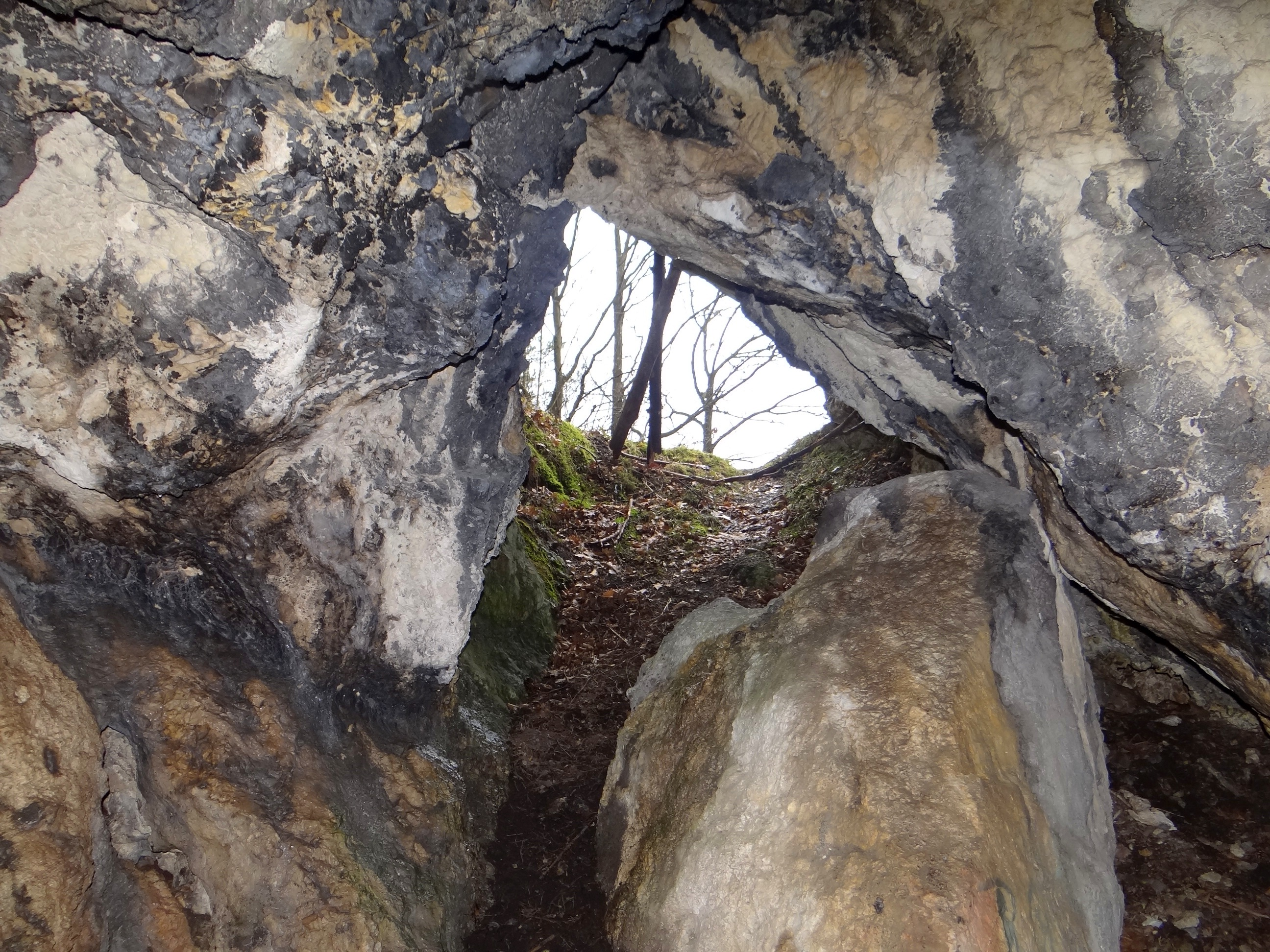
Komora
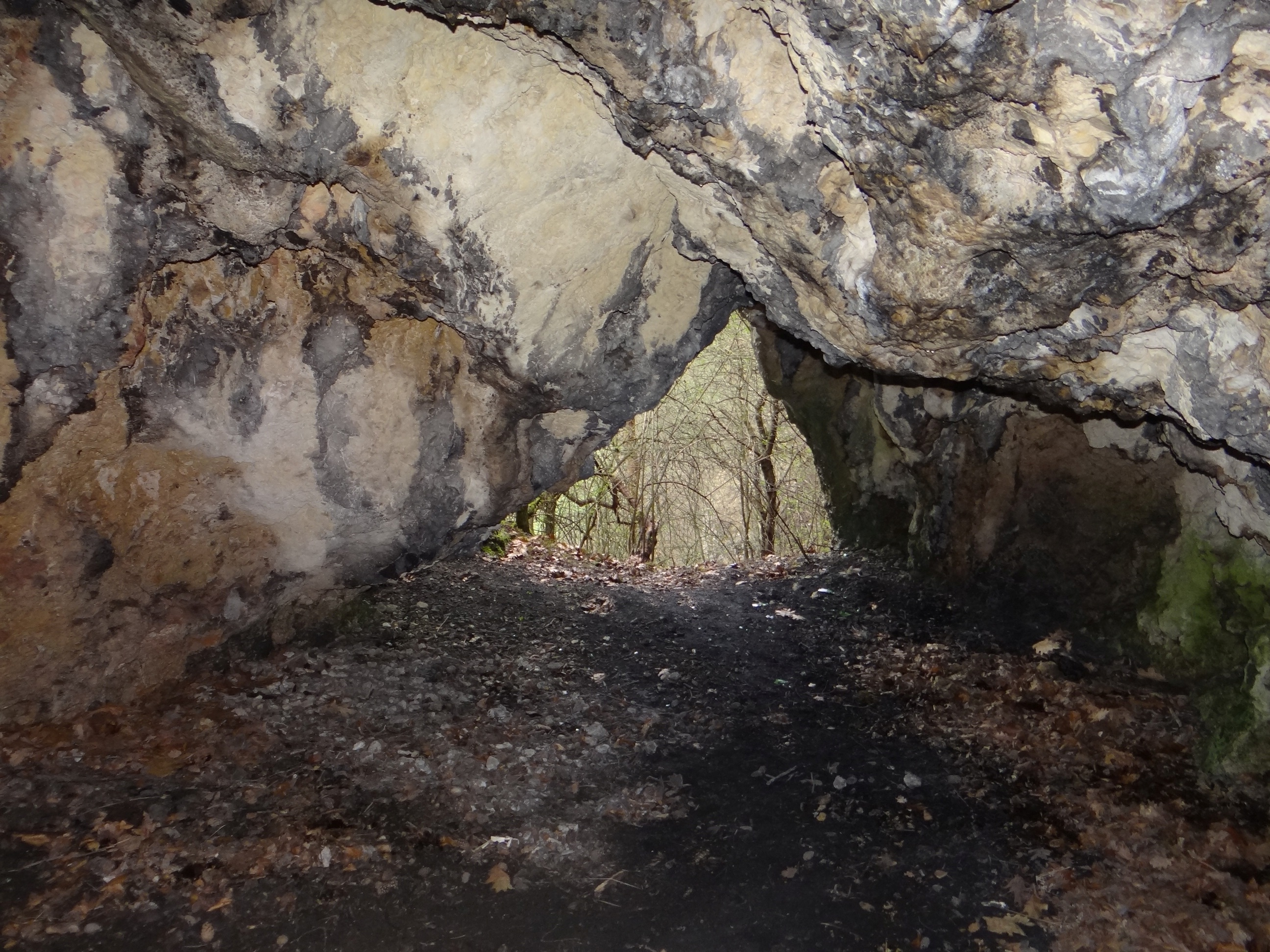
Komora
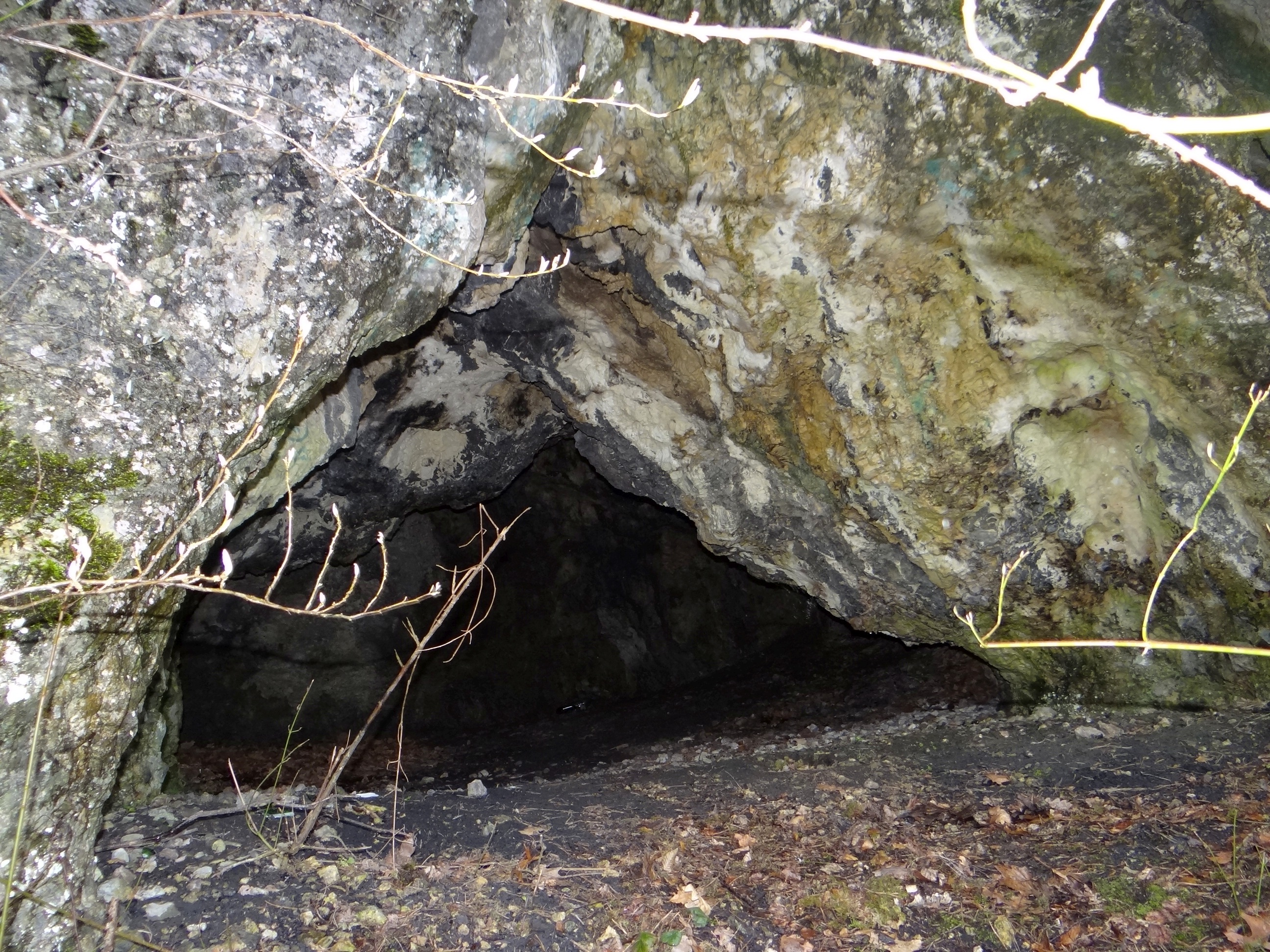
Otwór dolny

## Historia poznania
Schronisko znane było od dawna. W 1880 r. było badane archeologicznie przez G. Ossowskiego, który rozkopał jego namulisko. Znalazł artefakty pochodzące z neolitu i szczękę kobiety. Z. Durczewski w 1948 r. znalazł kawałki ceramiki ludów kultury łużyckiej. Schronisko zinwentaryzował Kazimierz Kowalski w 1951 r. E. Rook w 1980 r. w krótkim wykazie stanowisk wymienia zabytki ceramiczne zaliczone do kultury pucharów lejkowatych i kultury ceramiki sznurowej. E. Chochorowska w 2006 r. wymienia wyroby krzemienne i ceramikę z neolitu, epoki brązu i okresu wpływów rzymskich.
Aktualny plan i opis inwentarzowy sporządził J. Nowak w 2010 r.